# Гершензон, Моисей Яковлевич
Моисей Яковлевич Гершензон (5 (18) июля 1903, Черняхов — 16 апреля 1943, на фронте) — советский драматург, режиссёр и актёр. Пьесы Гершензона ставились в киевском Еврейском театре, Московском ГОСЕТе. Спектакли по его произведениям исполнялись во Франции, США, Румынии, Канаде, Израиле. Ветеран Великой Отечественной войны.

## Биография
В 1918 году создал в Киеве еврейский театр «Мешулахес» («Наваждение»). Впоследствии его с товарищами пригласили в ГосЕТ. В театре он инсценировал различных классиков таких как Шолом-Алейхем, Менделе Мойхер-Сфорим, Ицхок-Лейбуш Перец. Кроме этого он создавал и свои собственные пьесы. В 1936—1939 годах его пьесу шли в театрах Киева, Харькова, Бердичева. По жизни был весельчаком, затейником и никогда не падал духом. Друг Гершензона Гершл Полянкер говорил о нём ещё до войны: «Надень на него солдатскую форму, лихую пилотку, крепкие армейские башмаки с обмотками и он, пожалуй, напоминал бы известного бравого солдата Швейка».
Во время войны пошёл на фронт и был командиром пулеметного взвода 3-й стрелковой роты 221-го стрелкового полка 16-й стрелковой дивизии. 16 апреля 1943 лейтенант Гершензон руководил боем отражая очередную атаку нацистов, погибли многие. В нескольких десятках метров от линии окопов показалась группа немцев. Гершензон очередью уничтожил немцев но за ним шли новые и новые ряды гитлеровцев. Патроны кончились. Гершензон схватил гранату но в этот момент один из врагов навсегда оборвал его жизнь. После боя женщины из ближайшего села похоронили в братской могиле около села Шайтановка. Бывший однополчанин-осетин Ясон Ильич Джиджоев рассказывал, что героизм пулеметного взвода Гершензона позволил 16-й дивизии удержаться и перейти в решительное наступление, а в бою за высоту 86,6 командир проявил себя настоящим героем.
В июне 1944 года на открытии V пленум Союза писателей Украины Максим Рыльский отметил трагически погибшего на фронте Моисея Гершензона.
В 1947 году пьесы Гершензона играли в Еврейском театре Лодзи (Польша), в 1950 году — в Яссах (Румыния), в 1956 году — в Бухаресте, в 1955-м — в Варшаве, в 1962-м — в Вильнюсе, в 1963-м — в Кишиневе, в США, Канаде, Франции, Австрии и других странах.
В 1990 году в Киеве в переводе на украинский язык (с предисловием Илие Мазоре) вышел томик пьес Моисея Гершензона.

## Избранные произведения
- Пьеса «Директор»[6];
- Пьеса «Утиль» (1931)[6];
- Пьеса «Хор» (1935)[6];
- Пьеса «Гершеле Острополер» (1939). Премьера прошла в Киевском ГОСЕТе;
- Пьеса «Директор» (1939)[6];
- Пьеса «На Днестре» (1940)[6];
- Пьеса «Хелемские мудрецы» (1942). Премьера прошла в Вильнюсе.

## Семья
- Жена — Хана Моисеевна Гершензон (умерла в возрасте 93 лет в Израиле)[4].
  - Дочь — Рума Моисеевна[4].